# Прилепци
Прилепци (болг. Прилепци) — село в Болгарии. Находится в Кырджалийской области, входит в общину Кырджали. Население составляет 286 человек.

## Политическая ситуация
В местном кметстве Прилепци, в состав которого входит Прилепци, должность кмета (старосты) исполняет Юсуф Юсеинов Емурлов (Движение за права и свободы (ДПС)) по результатам выборов правления кметства.
Кмет (мэр) общины Кырджали — Хасан Азис (Движение за права и свободы (ДПС)) по результатам выборов в правление общины.